# Místnost

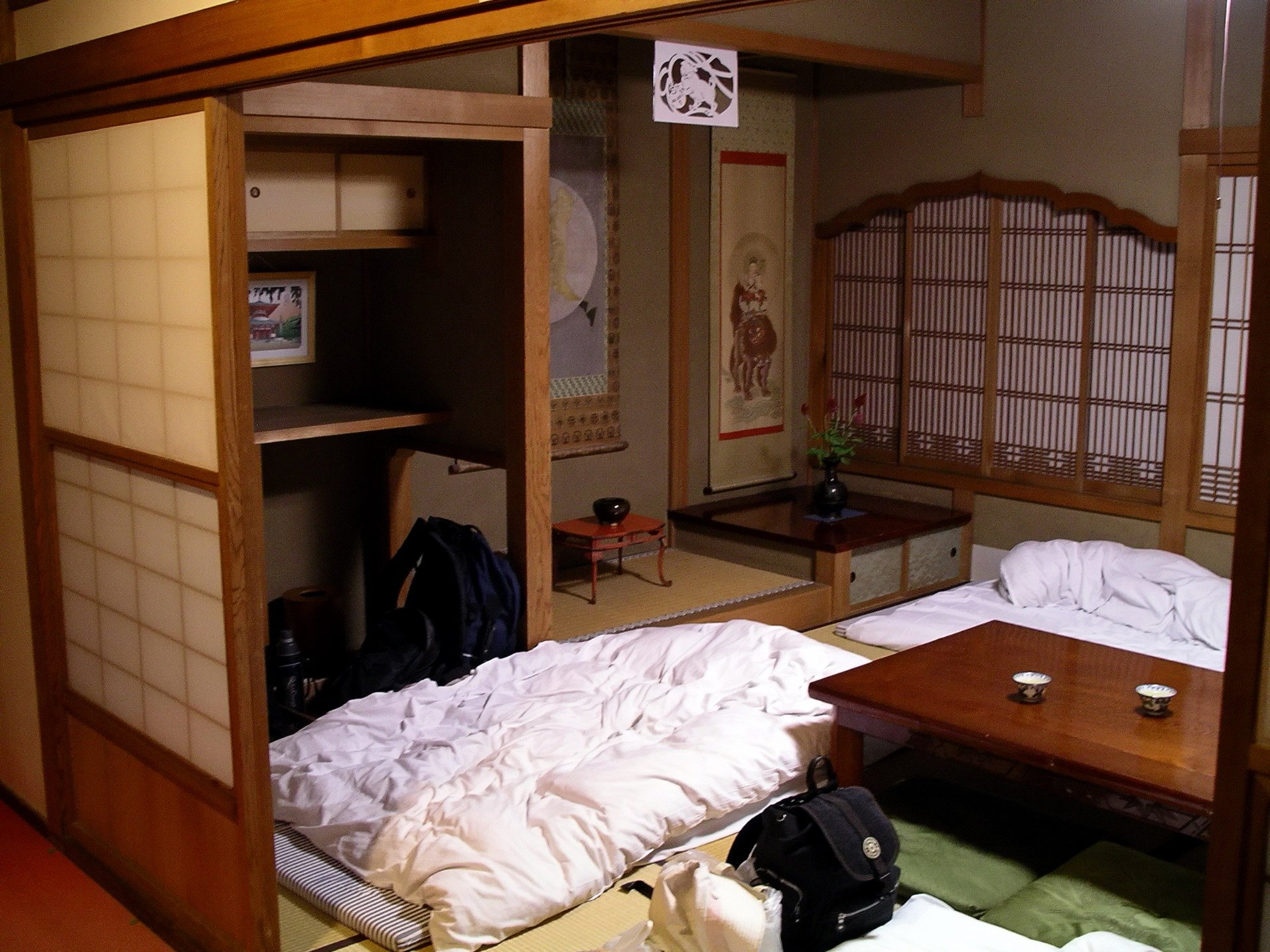
Hostinský pokoj v Japonsku

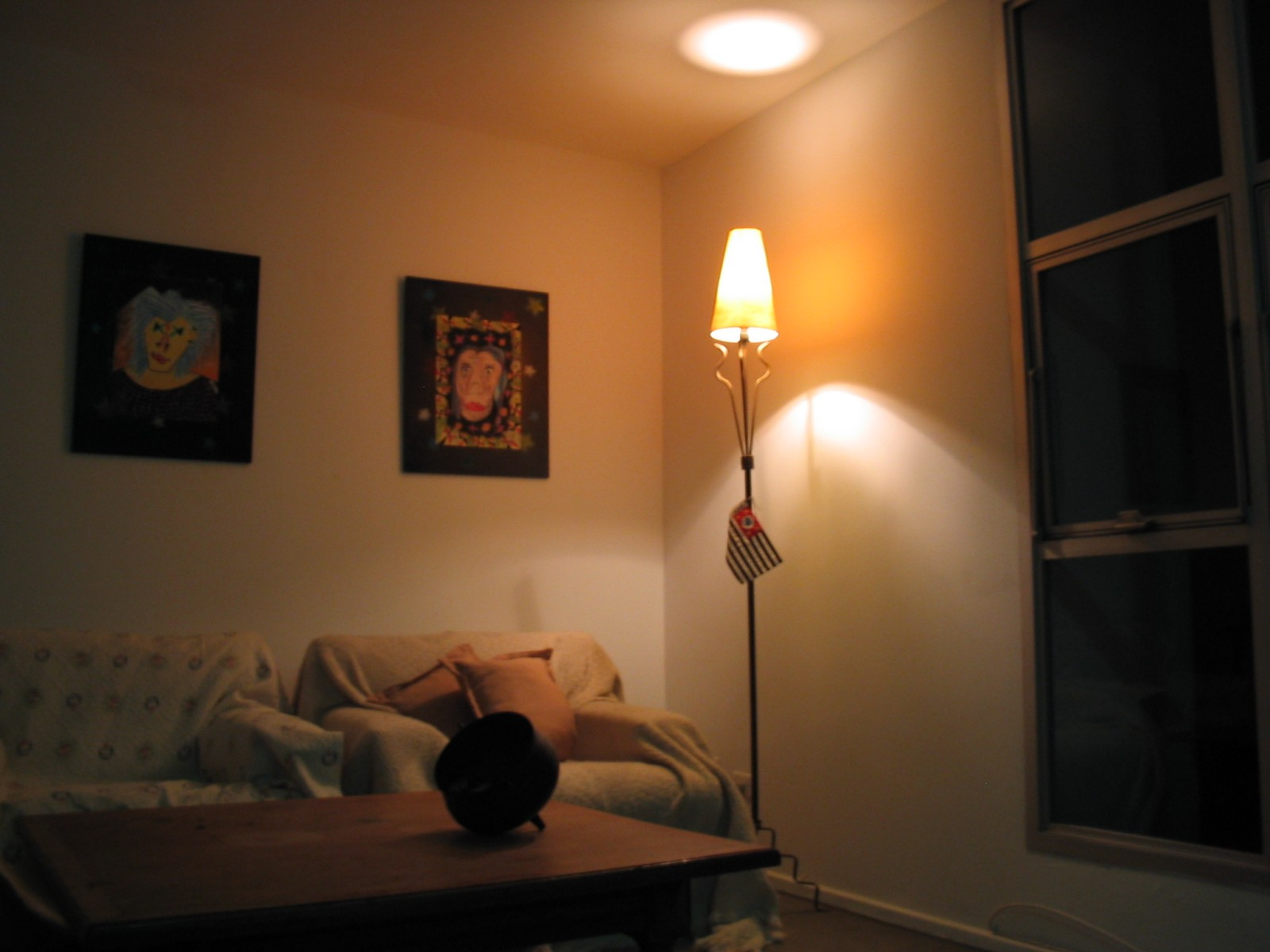
Obývací pokoj

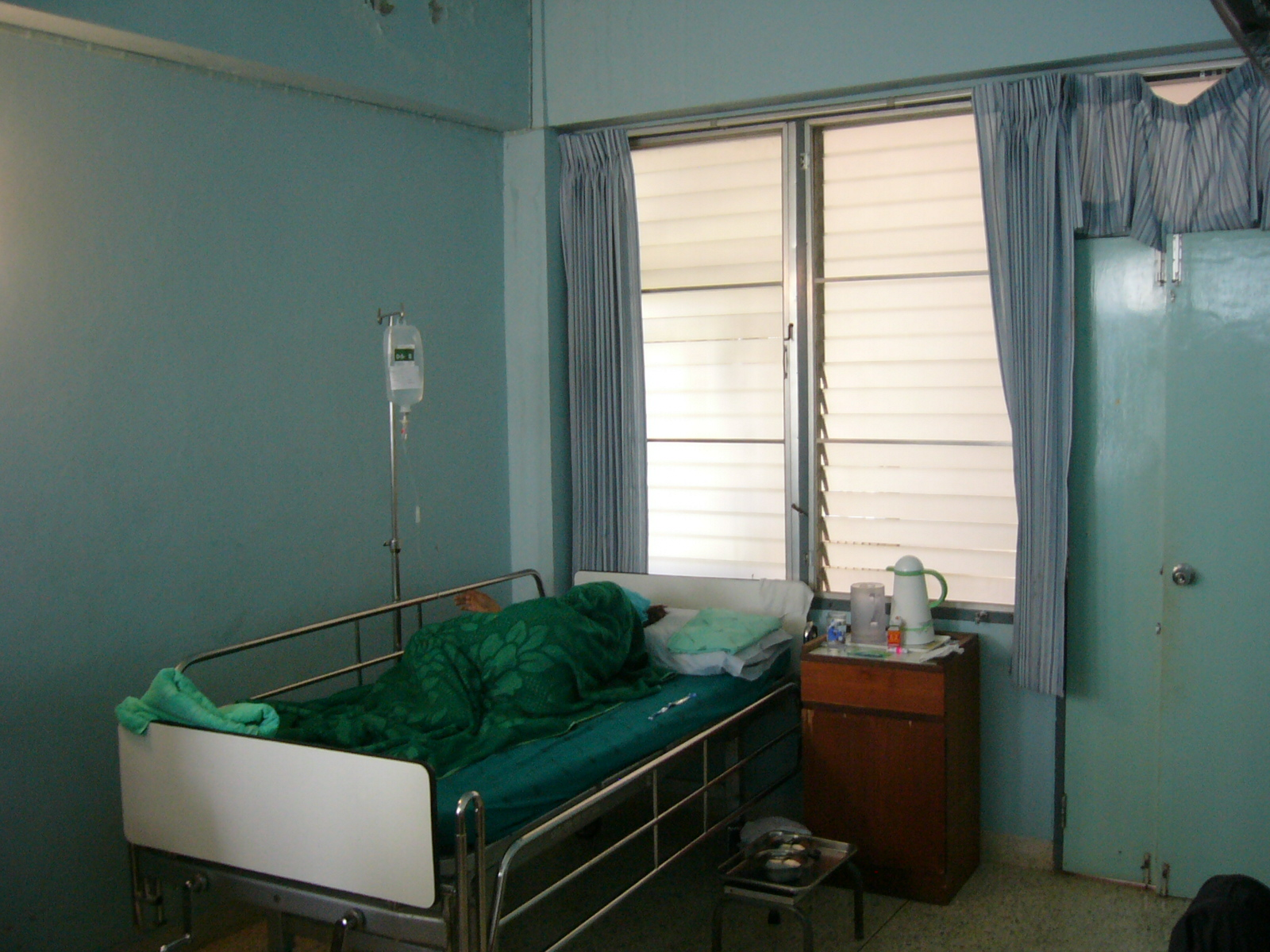
Nemocniční pokoj (nemocnice)

Místnost (pokoj, zastarale též komnata či světnice) je uzavřený prostor, který je ohraničen stěnami, podlahou a stropem a je opatřen dveřmi.  
Právní definice místnosti byla (do dne 31.12.2023) obsažena v § 3 písm. h) vyhlášky č. 268/2009 Sb., o technických požadavcích na stavby: „Místností [je] prostorově uzavřená část stavebního díla, vymezená podlahou, stropem nebo konstrukcí krovu a pevnými stěnami“. 
Obdobnou definici místnosti obsahovalo (zrušené) ustanovení § 48a odst. 8 zákona 235/2004 Sb. o dani z přidané hodnoty: „Místností se rozumí místně a prostorově uzavřená část stavby, vymezená podlahovou plochou, stropem a pevnými stěnami.“
Podle § 13 písm. k) zákona č. 283/2021, stavební zákon, platí, že místností je prostorově uzavřená část stavby, vymezená podlahou, stropem nebo konstrukcí střechy a pevnými stěnami.
Podle Českého statistického úřadu platí, že celková plocha bytu představuje plochu všech obytných místností, kuchyně, kuchyňského koutu i ostatních prostor bytu; je to plocha měřená uvnitř obvodových stěn bytu.
Naprosto shodně (tedy jako prázdný prostor, ohraničený stavebními konstrukcemi) je třeba vykládat i další pojmy z oblasti stavebního a vlastnického práva: balkon, lodžie, terasa, kóje, parkovací stání, podkroví, sklep, komora, kotelna, kočárkárna, kolárna, prádelna, sušárna.
Do místnosti se vchází dveřmi, které oddělují místnost od okolních prostorů. K osvětlení místnosti denním světlem a větrání mohou sloužit okna. Chybí-li dveře, nejde o samostatnou místnost. Pro takovou část prostoru je možno použít různá označení, např. výklenek, zádveří, kóje, box, chodba, hala, ochoz. K osvětlení místnosti denním světlem a větrání mohou sloužit okna. 
V obecné češtině se používá i původně německý výraz cimra (germanismus odvozený z německého slova das Zimmer). Na lodi je podobný uzavřený prostor označován jako kabina nebo kajuta. Ve vlacích je část prostoru vagonu oddělená dveřmi označována jako kupé.